# Історія освоєння мінеральних ресурсів Афганістану

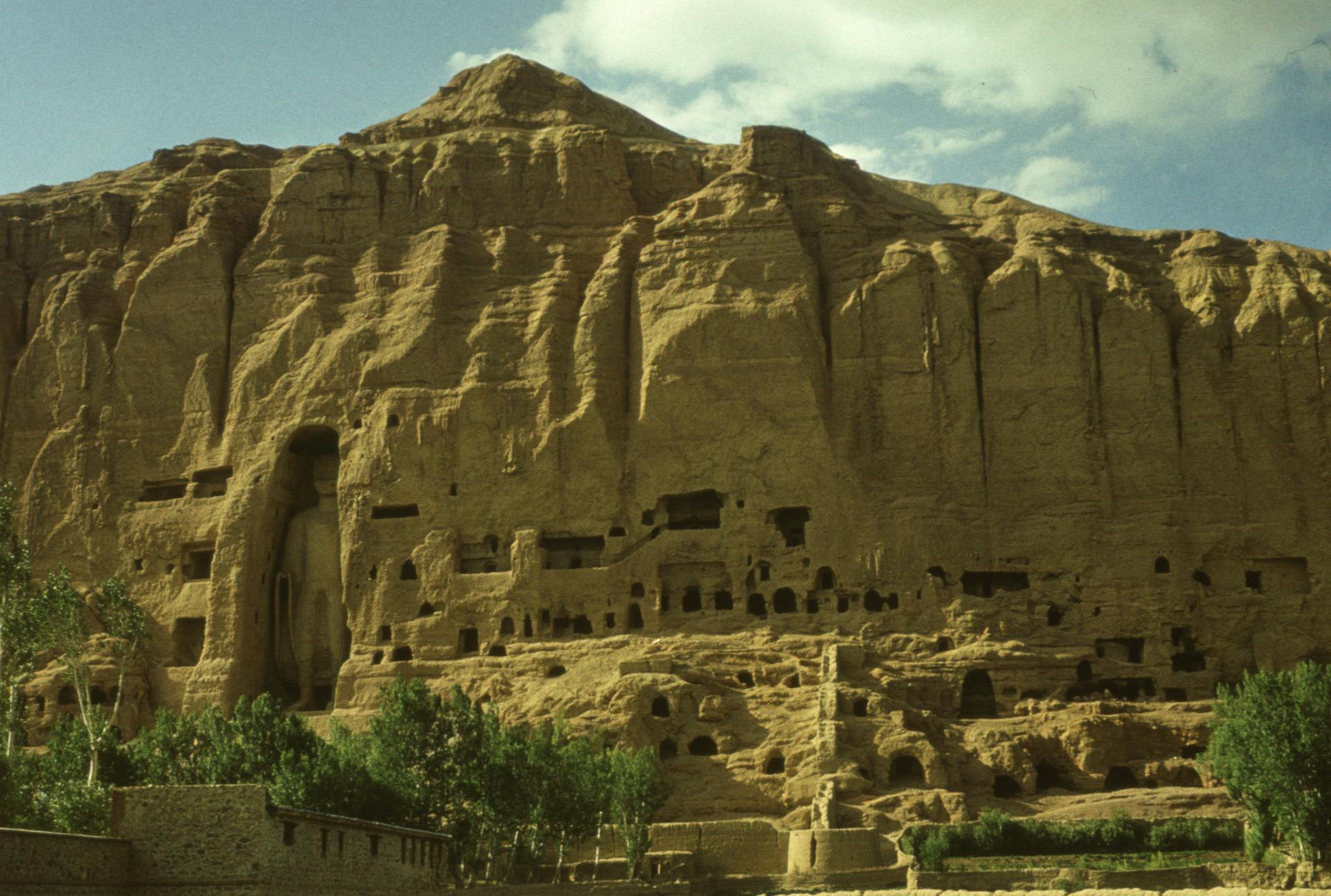
Афганістан. Давнє печерне місто Баміанської долини

## Загальний опис
Перші свідоцтва про використання каменю на території Афганістану належать до нижнього палеоліту. Видобуток глин для будівництва житла й виробництва посуду починається з епохи неоліту (V — IV тисячоліття до н. е.). Мідь на території Афганістану застосовують з IV тисячоліття до н. е., однак місцеві рудні джерела того часу невідомі. Видобуток мідних та поліметалічних руд в Афганістані почався з ІІ тисячоліття до н. е.. Тоді ж у Бадахшані почався видобуток лазуриту (сапфіру). Червоні рубіни та шпінель видобували в копальнях, що й досі зустрічаються поблизу Кабула. В перші століття І тис. до н. е. розробляють родовища залізних руд.
Відомі середньовічні гірничі виробки на мідному родовищі Заркашан, де знайдені шахти глибиною завбільшки 150 м, залишки дерев'яного кріплення, давні світильники тощо. Поблизу рудника виявлені каменедробарки, відвали шлаків. Припускають, що в цей же період на півночі Афганістану вже видобували кам'яне вугілля та сіль, а на півдні — мармуровий онікс.
До 1930-х років промисловість в Афганістані була надто слабко розвинена. Після 1932 р. приватний Афганський національний банк (Банк-і-Меллі) почав будівництво ряду промислових об'єктів. З 1956 р. акцент робився на стимулювання державного сектора. Були споруджені або модернізовані гідроенергетичні вузли в Суробаї, Хумрі, Наглу, Дарунті, Махіпарі і інш. Побудовані цементні заводи в Джабаль-ус-Сіраджі і Хумрі. Але внаслідок військових дій, які тривають понад 20 останніх років економіка Афганістану прийшла в повний занепад. Приблизно третина населення покинула країну, і на початок XXI ст. на території Пакистану залишаються близько 1,2 млн, на території Ірану — 1,4 млн афганських біженців. Зруйновано багато підприємств, порушені транспортні і торгові зв'язки між окремими частинами країни і іншими державами.
Афганістан має великі сировинні ресурси, що визначає майбутнє гірничої промисловості цієї країни. Тут виявлені родовища нафти, газу, вугілля, руд заліза, міді, рідкісних металів, розсипи золота, виробних і дорогоцінних каменів, бариту, целестину, сірки, тальку, магнезиту, кам'яної солі, флюсової і цементної сировини і нерудних будівельних матеріалів. Є поклади урану.
Гірнича промисловість знаходиться на стадії становлення і включає розробку родовищ газу, вугілля, гірничо-хімічної сировини, дорогоцінного і виробного каменю. Гірничі роботи нестабільні внаслідок тривалих військових дій.
Підготовку кадрів гірничо-геологічного профілю здійснюють в Кабульському Університеті й Політехнічному інституті Кабула.

## Цікаві факти
Видатний вчений-енциклопедист Сходу Аль-Біруні (Х–XI ст.) описав багатий рудний район Зарубан у Південному Афганістані, де окрім золота видобували срібло, свинець, мідь, залізо. Він наводить цікаві приклади розробок давнього часу й середньовіччя: 
| «В Зарубані знайшли золоту жилу довжиною в декілька ліктів, дуже тонку... а також у руднику Саршинак було знайдено масивний самородок золота розміром лікоть на лікоть, який витягали з жили протягом десяти днів». |